# Figura inscrita

Circunferências inscritas em diferentes polígonos regulares.

Em geometria, uma figura inscrita, em termos intuitivos e com algumas exceções, é aquela que está "cercada" e "se encaixa perfeitamente" dentro de outra figura geométrica. No entanto, existem definições em que admite-se que a figura inscrita esteja, em parte, fora da outra figura (como exemplo, um polígono convexo inscrito em uma curva não convexa).
As figuras consideradas podem ser tanto planas quanto espaciais. Contempla-se também figuras inscritas em curvas abertas, como a parábola.

## Definições para os casos polígono–circunferência
Um polígono está inscrito em uma circunferência se todos os vértices do polígono pertencem à circunferência. E equivalentemente, a circunferência está circunscrita ao polígono.
Uma circunferência está inscrita em um polígono se todos os lados do polígono são tangentes à circunferência. E equivalentemente, o polígono está circunscrito à circunferência.